# Corro (Álava)
Corro es un concejo del municipio de Valdegovía, en la provincia de Álava, País Vasco (España).

## Localización
Corro se encuentra a 8 kilómetros de la localidad burgalesa de Valpuesta y a 15 kilómetros de Espejo, la localidad más importante del municipio. Asimismo, se sitúa a 35 kilómetros de Miranda de Ebro y a 54 kilómetros de Vitoria.

## Geografía
Se sitúa en un lugar oculto y quebrado, recostado sobre una hospitalaria solana, amparada esta por los cerros que se despliegan a sus espaldas y teniendo a la cadena de los Picos de Gobea como horizonte. 

## Demografía
| Gráfica de evolución demográfica de Corro entre 2000 y 2017 |
|                                                             |
| Población de derecho según los censos de población del INE. |

## Monumentos
- Iglesia Parroquial de San Miguel. El pórtico, realizado en 1886 y adosado al muro sur del templo, se presenta abierto a través de tres arcos de medio punto, con el central habilitado como entrada. La tosca torre apenas sobresale del volumen de la nave y tiene, en su cuerpo superior, el clásico campanario que se remata por una pequeña linterna .
- Cuevas Artificiales. Al sur de Corro, cerca de la carretera, y en dirección a Pinedo se elevan, entre el espeso bosque allí presente, un número de peñas y rocas peladas llamadas Solapeña, donde antiguamente fueron abiertas artificialmente por el hombre una cuevas que sirvieron de viviendas y como enterramientos.
- Ermita de San Vitores. Al otro lado del río Omecillo, asentado en una pequeña loma, se encuentra la ermita de San Vitores que según la tradición tenía su antiguo asentamiento en un lugar más abrupto, a mayor nivel, y en la cortada ladera de la Sierra Peña de Gobea. El actual edificio es de planta rectangular y responde a la tipología propia de las ermitas rústicas.
- Fuentes. El acceso a la iglesia, que remata el pueblo, se hace a través de una acusada escalinata, poseyendo esta en una de sus orillas y ya en su culminación una fuente-abrevadero, que según la inscripción, se construyó en 1887.
- Necrópolis.
- Molinos.
- Tejería.